# Stosswihr
Stosswihr [ ʃtɔsviʁ] est une commune française située dans la circonscription administrative du Haut-Rhin et, depuis le 1er janvier 2021, dans le territoire de la Collectivité européenne d'Alsace, en région Grand Est.
Cette commune se trouve dans la région historique et culturelle d'Alsace. Proche de Munster, elle fait partie du parc naturel régional des Ballons des Vosges.

## Géographie

### Localisation

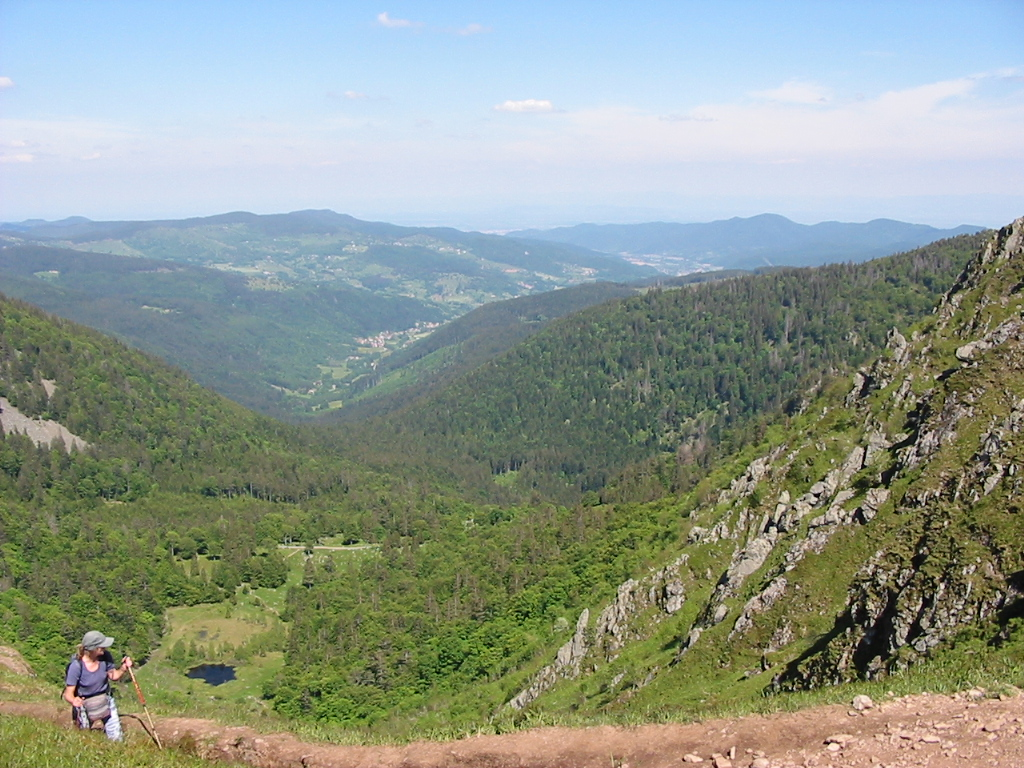
Vallée de la Petite Fecht vue du col de Falimont.

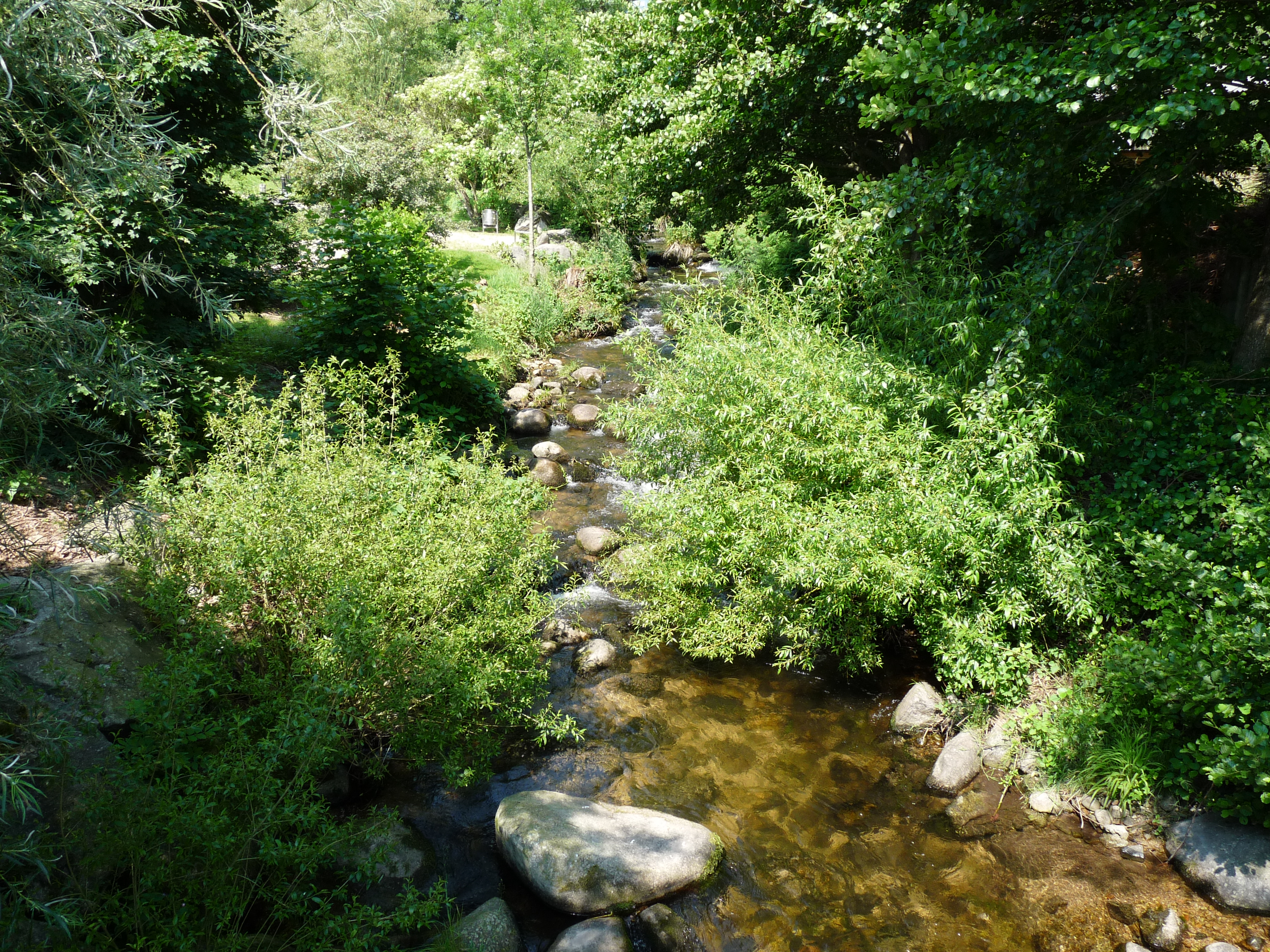
La Petite Fecht à Stosswihr.

Le village de Stosswihr, situé au cœur du parc naturel régional des Ballons des Vosges et seulement à quelques kilomètres de Colmar, s'enfonce vers le Hohneck et forme ainsi une des vallées vosgiennes, au même titre que la vallée de Munster. Ses paysages vallonnés et forestiers en font un site de randonnée.
Stosswihr est arrosé par la Petite Fecht, un affluent de la Fecht (ou Grande Fecht), elle-même tributaire de l'Ill.
| Le Valtin Vosges          | Soultzeren           | Hohrod                                        |
| Xonrupt-Longemer Vosges   | Stosswihr            | Munster                                       |
| La Bresse Vosges Metzeral | Muhlbach-sur-Munster | Luttenbach-près-Munster Breitenbach-Haut-Rhin |

### Hydrographie
La commune est dans le bassin versant du Rhin au sein du bassin Rhin-Meuse. Elle est drainée par le ruisseau la Petite Fecht, le ruisseau Altenbach, le ruisseau de la Schlucht et le ruisseau de Soultzeren,,.
La Petite Fecht, d'une longueur de 11 km, prend sa source dans la commune  et se jette  dans la Fecht à Munster, après avoir traversé trois communes. Les caractéristiques hydrologiques de la Petite Fecht sont données par la station hydrologique située sur la commune. Le débit moyen mensuel est de 1,37 m3/s. Le débit moyen journalier maximum est de 29,8 m3/s, atteint lors de la crue du 15 février 1990. Le débit instantané maximal est quant à lui de 48,8 m3/s, atteint le même jour.

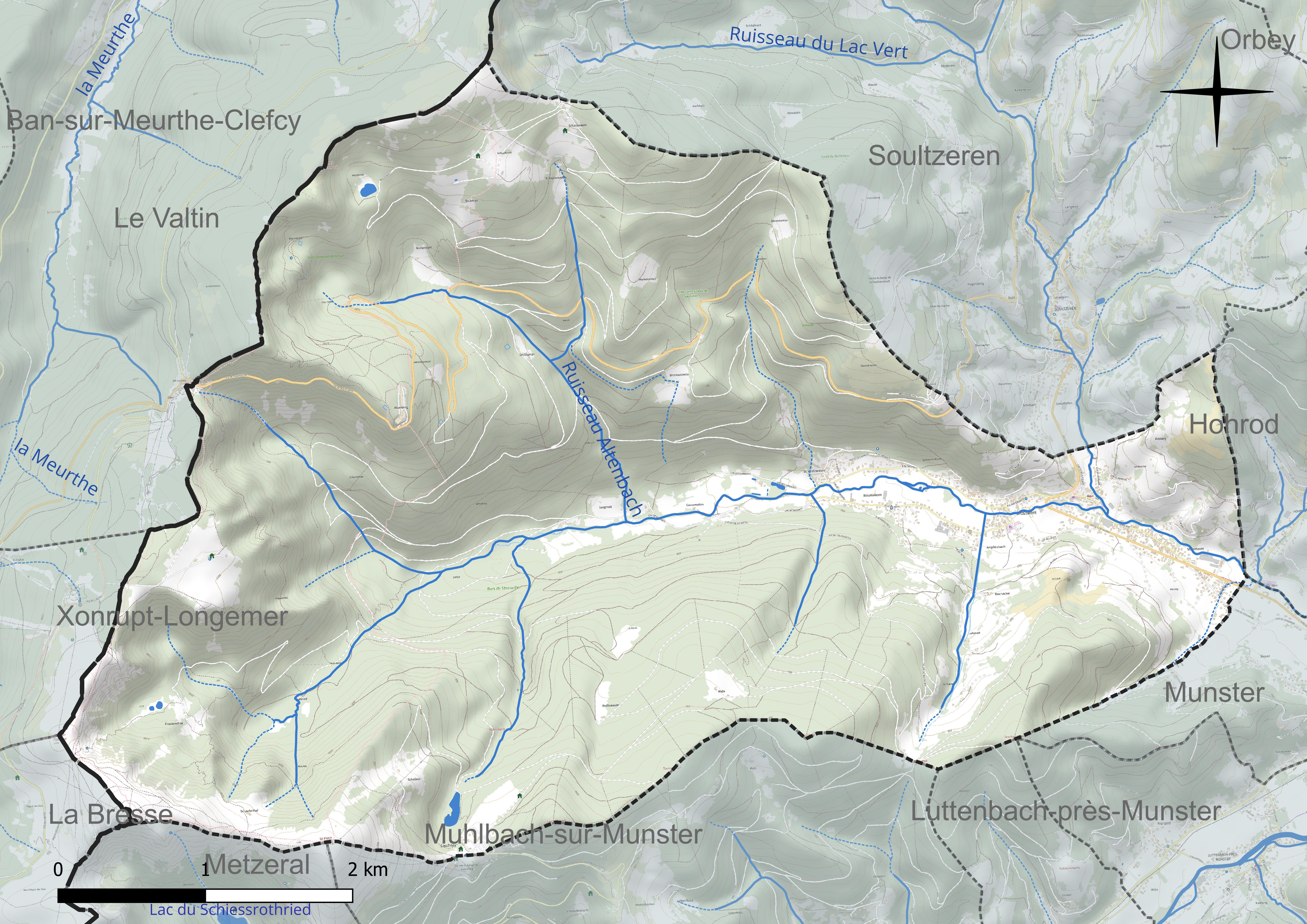
Réseau hydrographique de Stosswihr.

### Climat
Pour des articles plus généraux, voir Climat du Grand Est et Climat du Haut-Rhin.
En 2010, le climat de la commune est de type climat de montagne, selon une étude du Centre national de la recherche scientifique s'appuyant sur une série de données couvrant la période 1971-2000. En 2020, Météo-France publie une typologie des climats de la France métropolitaine dans laquelle la commune est exposée à un climat semi-continental et est dans la région climatique  Vosges, caractérisée par une pluviométrie très élevée (1 500 à 2 000 mm/an) en toutes saisons et un hiver rude (moins de 1 °C). 
Pour la période 1971-2000, la température annuelle moyenne est de 9,2 °C, avec une amplitude thermique annuelle de 16,7 °C. Le cumul annuel moyen de précipitations est de 1 322 mm, avec 11,8 jours de précipitations en janvier et 10,6 jours en juillet. Pour la période 1991-2020, la température moyenne annuelle observée sur la station météorologique de Météo-France la plus proche, « Munster_sapc », sur la commune de Munster à 3 km à vol d'oiseau, est de 10,4 °C et le cumul annuel moyen de précipitations est de 1 053,5 mm. 
La température maximale relevée sur cette station est de 38,3 °C, atteinte le 5 juillet 2015 ; la température minimale est de −19 °C, atteinte le 20 décembre 2009,,. 
Les paramètres climatiques de la commune ont été estimés pour le milieu du siècle (2041-2070) selon différents scénarios d'émission de gaz à effet de serre à partir des nouvelles projections climatiques de référence DRIAS-2020. Ils sont consultables sur un site dédié publié par Météo-France en novembre 2022.

## Urbanisme

### Typologie
Au 1er janvier 2024, Stosswihr est catégorisée petite ville, selon la nouvelle grille communale de densité à sept niveaux définie par l'Insee en 2022.
Elle appartient à l'unité urbaine de Munster, une agglomération intra-départementale regroupant dix  communes, dont elle est une commune de la banlieue,,. Par ailleurs la commune fait partie de l'aire d'attraction de Colmar, dont elle est une commune de la couronne,. Cette aire, qui regroupe 95 communes, est catégorisée dans les aires de 50 000 à moins de 200 000 habitants,.

### Occupation des sols
L'occupation des sols de la commune, telle qu'elle ressort de la base de données européenne d’occupation biophysique des sols Corine Land Cover (CLC), est marquée par l'importance des forêts et milieux semi-naturels (87,8 % en 2018), une proportion sensiblement équivalente à celle de 1990 (88,1 %). La répartition détaillée en 2018 est la suivante : 
forêts (79,2 %), prairies (8,2 %), milieux à végétation arbustive et/ou herbacée (7,2 %), zones urbanisées (2,9 %), espaces ouverts, sans ou avec peu de végétation (1,5 %), zones agricoles hétérogènes (1,1 %). L'évolution de l’occupation des sols de la commune et de ses infrastructures peut être observée sur les différentes représentations cartographiques du territoire : la carte de Cassini (XVIIIe siècle), la carte d'état-major (1820-1866) et les cartes ou photos aériennes de l'IGN pour la période actuelle (1950 à aujourd'hui).

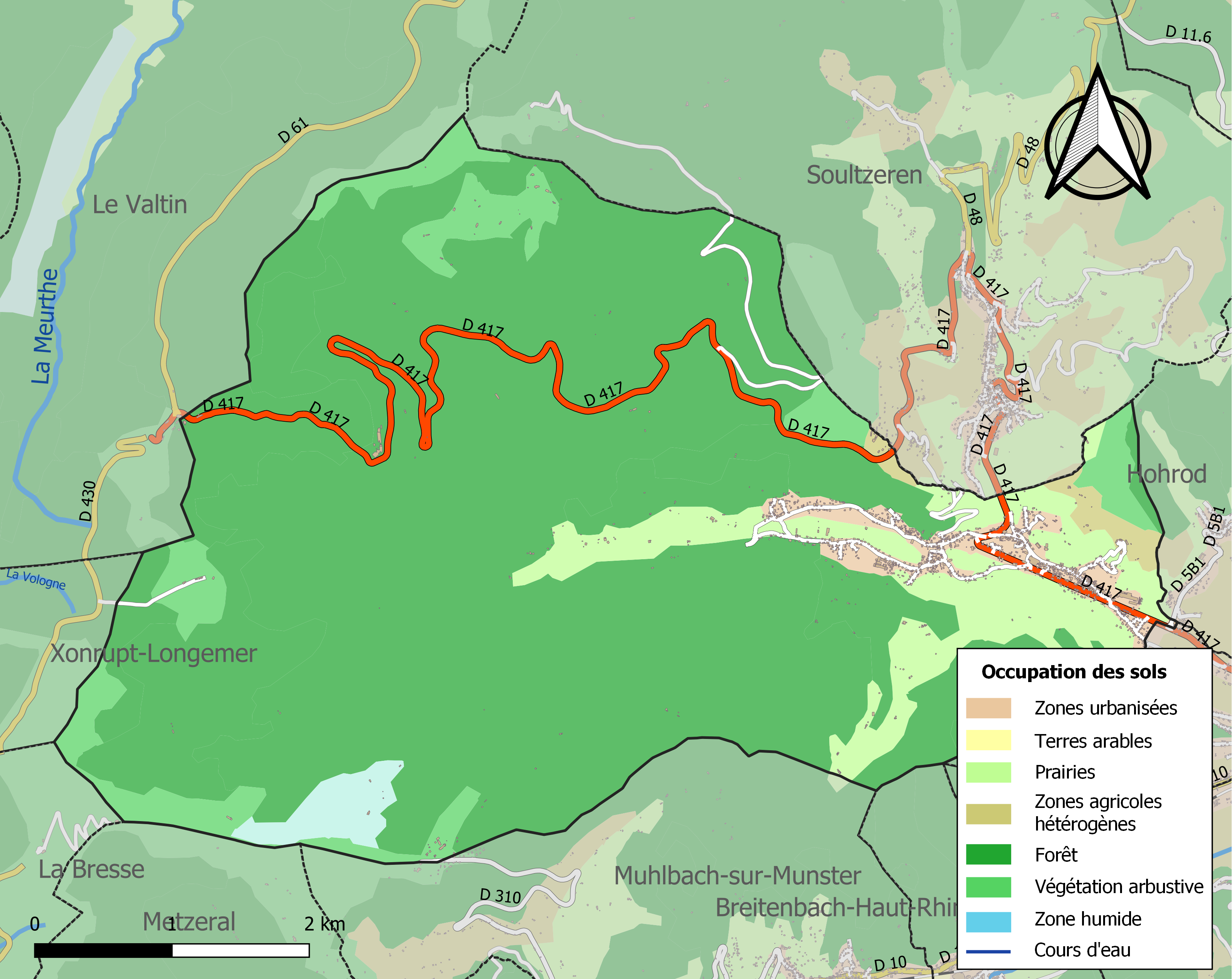
Carte des infrastructures et de l'occupation des sols de la commune en 2018 (CLC).

## Toponymie
Le nom de Stosswihr apparaît pour la première fois en 783 sous la forme de Stozzeswillars.

## Histoire
À la suite de la guerre de Trente Ans, Stosswihr, comme le reste de l'Alsace, passa sous domination française, suivant les clauses du traité de Westphalie en 1648.
Après 1870 et en vertu du traité de Francfort en 1871, le village fut à nouveau intégré dans l’Empire allemand. De 1914 à 1918, la Première Guerre mondiale allait, une fois de plus, les faire changer de nationalité. Dès les premiers jours, la commune fut transformée en champ de bataille.
En février 1915, les Allemands attaquèrent le front pour s’emparer du col de la Schlucht. Après 8 jours de combat et des pertes considérables,, les Allemands purent occuper la moitié de Stosswihr et le Reichackerkopf. L’offensive allemande sur la Schlucht était brisée, mais le front traversa le village en son milieu (dans les parages du Monument aux Morts actuel) jusqu’en 1918.
La commune a été décorée le 2 novembre 1921 de la croix de guerre 1914-1918.
Reconstruit à partir de 1920, le nouveau village eut à affronter une nouvelle guerre et une occupation de 1940 à 1945, mais sans trop de dommages cette fois-ci.
Le général de Brigade Henri Vogel est né à Stosswihr en 1914.A été très actif avec la 9 ème Division infanterie colonial en 1944/1945.
A la fin de l'occupation les forces françaises de l'intérieur (FFI) installèrent dans des baraquements provisoires (actuelle place de la salle des fêtes) les alsaciens de la vallée qui avaient soutenu les allemands lors de la guerre.

## Politique et administration

### Découpage territorial
La commune de Stosswihr est membre de la communauté de communes de la Vallée de Munster, un établissement public de coopération intercommunale (EPCI) à fiscalité propre créé le 30 mai 1996 dont le siège est à Munster. Ce dernier est par ailleurs membre d'autres groupements intercommunaux.
Sur le plan administratif, elle est rattachée à l'arrondissement de Colmar-Ribeauvillé, à la circonscription administrative de l'État du Haut-Rhin, en tant que circonscription administrative de l'État, et à la région Grand Est. 
Sur le plan électoral, elle dépendait jusqu'en 2020 du  canton de Wintzenheim pour l'élection des conseillers départementaux au sein du conseil départemental du Haut-Rhin. Depuis le 1er janvier 2021, elle dépend du même canton pour l'élection des conseillers d'Alsace au sein de la collectivité européenne d'Alsace.

### Finances communales
En 2014, le budget de la commune était constitué ainsi :
- total des produits de fonctionnement : 1 324 000 €, soit 925 € par habitant ;
- total des charges de fonctionnement : 1 120 000 €, soit 991 € par habitant ;
- total des ressources d'investissement : 274 000 €, soit 194 € par habitant ;
- total des emplois d'investissement : 392 000 €, soit 277 € par habitant ;
- endettement : 691 000 €, soit 487 € par habitant.

Avec les taux de fiscalité suivants :
- taxe d'habitation : 5,27 % ;
- taxe foncière sur les propriétés bâties : 7,72 % ;
- taxe foncière sur les propriétés non bâties : 63,05 % ;
- taxe additionnelle à la taxe foncière sur les propriétés non bâties : 0,00 % ;
- cotisation foncière des entreprises : 0,00 %.

### Liste des maires
| Période                                  | Période                       | Identité          | Étiquette | Qualité                                                            |
| ---------------------------------------- | ----------------------------- | ----------------- | --------- | ------------------------------------------------------------------ |
| juin 1995                                | décembre 2016                 | Louis Schermesser |           | Vice-président de la CC de la Vallée de Munster Décédé en fonction |
| mars 2017                                | mai 2020                      | Michel Klinger    |           | Retraité                                                           |
| mai 2020                                 | En cours (au 19 janvier 2021) | Daniel Thomen     | SE        | Ancien cadre                                                       |
| Les données manquantes sont à compléter. |                               |                   |           |                                                                    |

## Jumelages
L'année 2003 a été marquée par le jumelage avec la municipalité allemande de Gutach, après 40 années d'échanges, notamment avec les pompiers, et d'amitié entre les habitants.

## Équipements et services publics

### Enseignement
Un enseignement sommaire est assuré à l’école de Soultzeren pour les protestants par l’un des pasteurs adjoint de la paroisse de Munster jusqu’au XVIIIe siècle. À la même époque, les enfants catholiques, moins nombreux, disposent d’une classe dans le village. Une classe protestante n’est créée dans le village même qu’en 1775, afin de diminuer le trajet des élèves et d’en réduire le nombre à Soultzeren. Les deux classes confessionnelles sont conservées après la réforme de l’enseignement de 1833. Au total, la commune compte à cette date deux cents élèves, mais la majorité ne va à l’école qu’en hiver, leurs parents les faisant travailler le reste de l’année. Les protestant créent une école de fille en 1858 pour séparer les élèves par sexe, puis une maternelle en 1862. L’école catholique, implantée dans le hameau d’Ampfersbach, reste mixte. Il existe également à partir du milieu du XIXe siècle une petite classe privée à l’usine Graff pour les jeunes ouvriers.
Pour l’année scolaire 2022-2023, l’école compte cent neuf élèves répartis en cinq classes, dont trente-neuf élèves de niveau pré-élémentaire et soixante-dix de niveau élémentaire. Pour l’enseignement secondaire, les établissements les plus proches sont le collège Frédéric Hartmann et le lycée Frédéric Kirschleger, tous deux situés à Munster.

## Population et société

### Démographie
L'évolution du nombre d'habitants est connue à travers les recensements de la population effectués dans la commune depuis 1793. Pour les communes de moins de 10 000 habitants, une enquête de recensement portant sur toute la population est réalisée tous les cinq ans, les populations de référence des années intermédiaires étant quant à elles estimées par interpolation ou extrapolation. Pour la commune, le premier recensement exhaustif entrant dans le cadre du nouveau dispositif a été réalisé en 2008.

En 2022, la commune comptait 1 328 habitants, en évolution de −1,56 % par rapport à 2016 (Haut-Rhin : +0,66 %, France hors Mayotte : +2,11 %).
| 1793 | 1800 | 1806  | 1821  | 1831  | 1836  | 1841  | 1846  | 1851  |
| ---- | ---- | ----- | ----- | ----- | ----- | ----- | ----- | ----- |
| 984  | 932  | 1 080 | 1 161 | 1 434 | 1 549 | 1 524 | 1 614 | 1 552 |

| 1856  | 1861  | 1866  | 1871  | 1875  | 1880  | 1885  | 1890  | 1895  |
| ----- | ----- | ----- | ----- | ----- | ----- | ----- | ----- | ----- |
| 1 536 | 1 698 | 1 801 | 1 827 | 1 810 | 1 807 | 1 809 | 1 795 | 1 856 |

| 1900  | 1905  | 1910  | 1921 | 1926  | 1931  | 1936  | 1946  | 1954  |
| ----- | ----- | ----- | ---- | ----- | ----- | ----- | ----- | ----- |
| 1 907 | 1 857 | 1 786 | 713  | 1 389 | 1 474 | 1 489 | 1 424 | 1 516 |

| 1962  | 1968  | 1975  | 1982  | 1990  | 1999  | 2006  | 2008  | 2013  |
| ----- | ----- | ----- | ----- | ----- | ----- | ----- | ----- | ----- |
| 1 377 | 1 312 | 1 306 | 1 264 | 1 276 | 1 305 | 1 389 | 1 407 | 1 341 |

| 2018  | 2022  | - | - | - | - | - | - | - |
| ----- | ----- | - | - | - | - | - | - | - |
| 1 356 | 1 328 | - | - | - | - | - | - | - |

## Économie
Le village comptait 1 389 habitants en 2006. Peu d'industrie, mais un artisanat développé et une agriculture vivace, le village dispose du plus important cheptel bovin de la vallée. Son authenticité attire de nombreux touristes. Ces derniers, en fins gourmets, s'intéressent également aux spécialités et traditions locales et naturellement au munster, le fromage est fabriqué dans les marcairies et fermes de la vallée.

## Culture locale et patrimoine

### Lieux et monuments
- Moulin à huile de noix[36],[37],
- Chapelle saint Joseph[38],
- Chapelle de Schweinsbach[39],

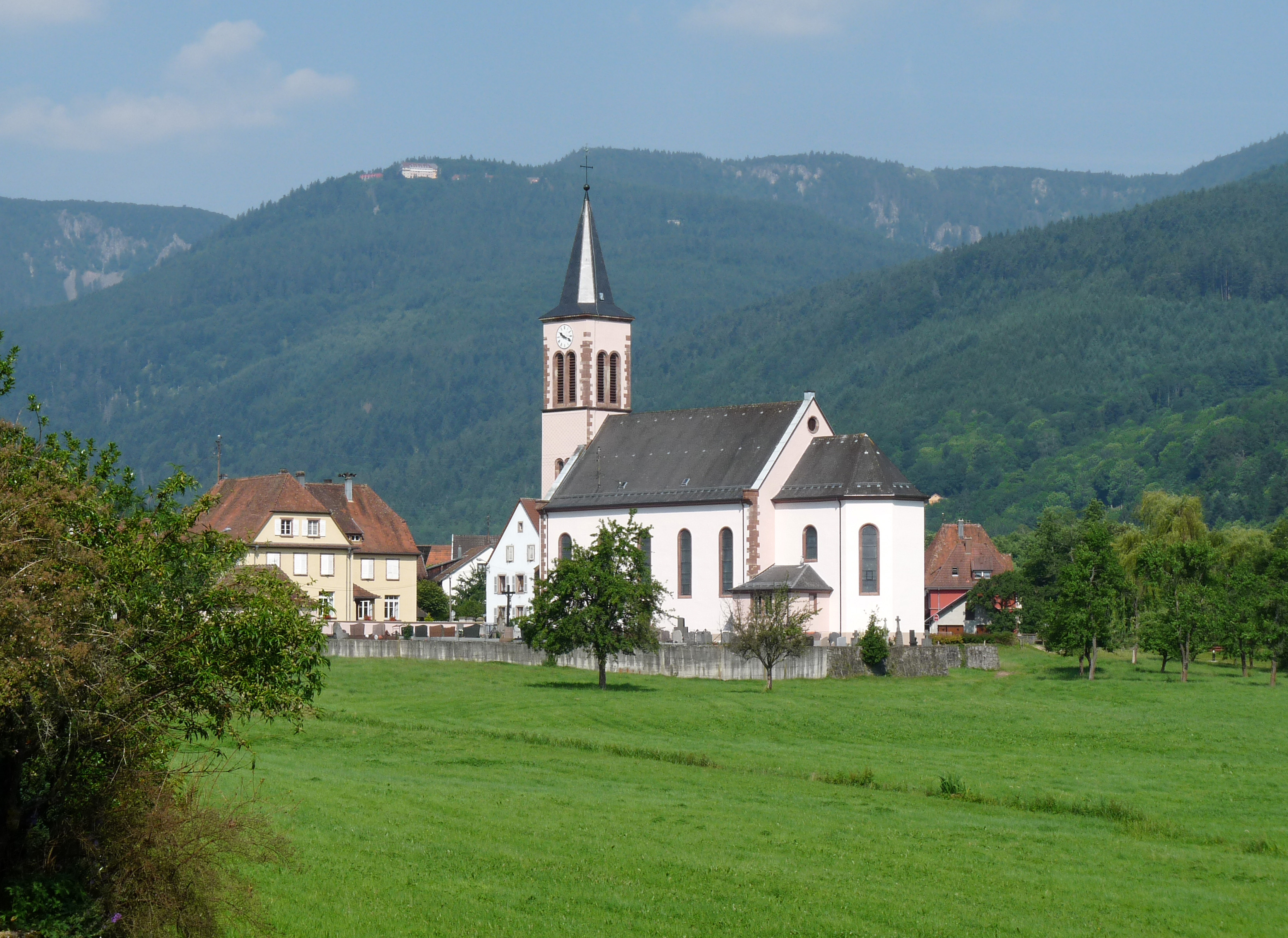
L'église catholique.

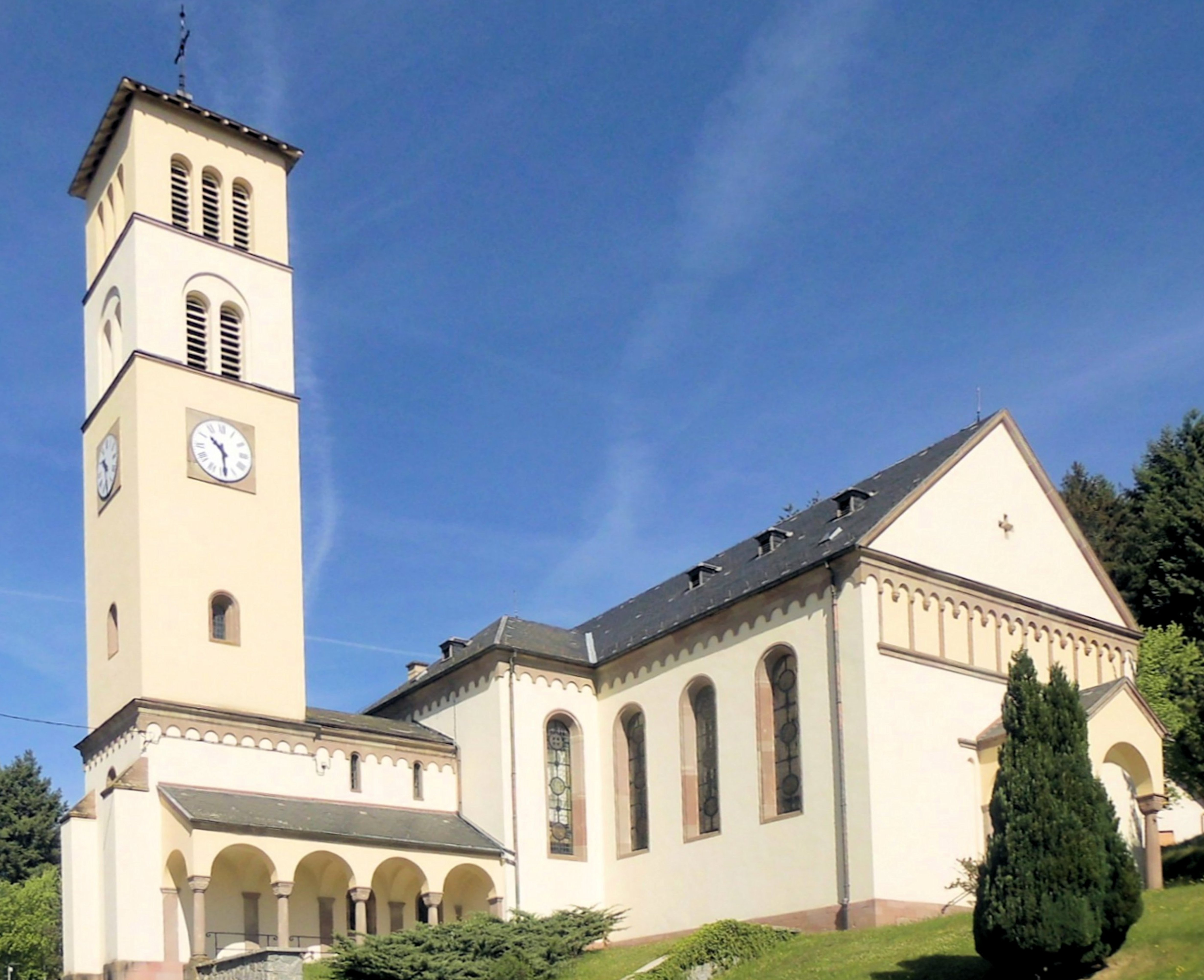
L'église protestante.

- Chapelle de la Vierge, puis de la Croix[40],
- Église protestante[41],[42],
- Église catholique[43] et son orgue de 1927[44],
- Monument aux morts[45] et cimetière militaire français[46],
- Cascades du Stolz Ablass[47],
- Cirque du Frankental[48].
- Grotte Dagobert[49].
- Site de l’Altenberg : ancien hôtel construit à la fin XIXe siècle en contrebas du col de la Schlucht, reconverti en sanatorium entre les deux guerres, puis en établissement de soins et de repos à partir de 1950, fermé en 2011[50].

### Héraldique
| Blason de Stosswihr | Les armes de Stosswihr se blasonnent ainsi : « D'argent à la pelle d'azur posée en pal au manche brisé de même, la pointe haute. » |